# Udine (provins)
Provinsen Udine (it. Provincia di Udine) er en provins i regionen Friuli-Venezia Giulia i det nordlige Italien. Udine er provinsens hovedby.
Der var 518.840 indbyggere ved folketællingen i 2001.

## Geografi
Provinsen Udine grænser til:
- i nord mod Østrig (Kärnten),
- i øst mod Slovenien og provinsen Gorizia,
- i syd mod Adriaterhavet og
- i vest mod Veneto (provinserne Venezia og Belluno) og provinsen Pordenone.

## Kommuner
- Aiello del Friuli
- Amaro
- Ampezzo
- Aquileia
- Arta Terme
- Artegna
- Attimis
- Bagnaria Arsa
- Basiliano
- Bertiolo
- Bicinicco
- Bordano
- Buja
- Buttrio
- Camino al Tagliamento
- Campoformido
- Campolongo Tapogliano
- Carlino
- Cassacco
- Castions di Strada
- Cavazzo Carnico
- Cercivento
- Cervignano del Friuli
- Chiopris-Viscone
- Chiusaforte
- Cividale del Friuli
- Codroipo
- Colloredo di Monte Albano
- Comeglians
- Corno di Rosazzo
- Coseano
- Dignano
- Dogna
- Drenchia
- Enemonzo
- Faedis
- Fagagna
- Fiumicello Villa Vicentina
- Flaibano
- Forgaria nel Friuli
- Forni Avoltri
- Forni di Sopra
- Forni di Sotto
- Gemona del Friuli
- Gonars
- Grimacco
- Latisana
- Lauco
- Lestizza
- Lignano Sabbiadoro
- Lusevera
- Magnano in Riviera
- Majano
- Malborghetto-Valbruna
- Manzano
- Marano Lagunare
- Martignacco
- Mereto di Tomba
- Moggio Udinese
- Moimacco
- Montenars
- Mortegliano
- Moruzzo
- Muzzana del Turgnano
- Nimis
- Osoppo
- Ovaro
- Pagnacco
- Palazzolo dello Stella
- Palmanova
- Paluzza
- Pasian di Prato
- Paularo
- Pavia di Udine
- Pocenia
- Pontebba
- Porpetto
- Povoletto
- Pozzuolo del Friuli
- Pradamano
- Prato Carnico
- Precenicco
- Premariacco
- Preone
- Prepotto
- Pulfero
- Ragogna
- Ravascletto
- Raveo
- Reana del Rojale
- Remanzacco
- Resia
- Resiutta
- Rigolato
- Rive d'Arcano
- Rivignano Teor
- Ronchis
- Ruda
- San Daniele del Friuli
- San Giorgio di Nogaro
- San Giovanni al Natisone
- San Leonardo
- San Pietro al Natisone
- San Vito al Torre
- San Vito di Fagagna
- Santa Maria la Longa
- Sappada
- Sauris
- Savogna
- Sedegliano
- Socchieve
- Stregna
- Sutrio
- Taipana
- Talmassons
- Tarcento
- Tarvisio
- Tavagnacco
- Terzo di Aquileia
- Tolmezzo
- Torreano
- Torviscosa
- Trasaghis
- Treppo Grande
- Treppo Ligosullo
- Tricesimo
- Trivignano Udinese
- Udine
- Varmo
- Venzone
- Verzegnis
- Villa Santina
- Visco
- Zuglio